# Нуайон
Нуайон (фр. Noyon, пикард. Noéyon) — город на севере Франции, регион О-де-Франс, департамент Уаза, округ Компьень, центр одноименного кантона. Расположен в 25 км к северу от Компьеня и в 62 км к юго-востоку от Амьена, на склоне холма по обоим берегам реки Верс (приток Уазы). В центре города расположена железнодорожная станция Нуайон линии Крей-Жёмон.
Население (2018) — 13 235 человек.

## История
Нуайон существовал ещё в античности под названием Noviomagus, будучи одним из центров всего Вермандуа. В VI веке сюда перенёс свою кафедру епископ Медард. Как наиболее ближний епископский город к столичному Суассону, Нуайон играл значительную роль в религиозной жизни эпохи Каролингов. Именно в Нуайонским соборе был коронован в 768 г. Карл Великий, а в 987 г. — родоначальник третьей и последней «расы» французских королей, Гуго Капет.
В XV веке городом владели герцоги Бургундские; Габсбурги в качестве их наследников уступили Нуайон французской короне по Като-Камбрезийскому миру. В 1516 г. французский и испанский монархи подписали здесь Нуайонский договор. Город сильно пострадал во время обеих мировых войн.

## Достопримечательности
Над городом высится монументальный кафедральный Нуайонский собор (1145—1235 гг.) — один из лучших образцов перехода от романики к готике. До строительства нынешнего собора на его месте сменили друг друга четыре церковных здания. Во время Французской революции и Второй мировой войны собору был нанесён урон.
- Квартал каноников к югу от кафедрального собора со средневековыми домами каноников, реконструированными в XVII и XVIII веках, трапезной XIII века и библиотекой капитула XVI века
- Музей Нуайонне ― художественный, исторический и археологический музей в здании бывшего дворца епископа
- Здание мэрии XVI века в стиле пламенеющая готика
- Церкви Нотр-Дам и Святой Марии Магдалины
- Музей уроженца города Жана Кальвина, построенный в 1927—1930 годах в месте, где предположительно стоял дом, в котором он родился
- Фонтан дофина 1771 года

## Экономика
В городе и его окрестностях расположено несколько небольших винодельческих производств, перерабатывающих продукцию многочисленных виноградников.
Структура занятости населения:
- сельское хозяйство — 0,7 %
- промышленность — 13,7 %
- строительство — 4,9 %
- торговля, транспорт и сфера услуг — 41,9 %
- государственные и муниципальные службы — 38,7 %

Уровень безработицы (2017) — 26,9 % (Франция в целом — 13,4 %, департамент Уаза — 13,8 %). 

Среднегодовой доход на 1 человека, евро (2018) — 16 680 (Франция в целом — 21 730, департамент Уаза — 22 150).

## Демография
Динамика численности населения, чел.

## Администрация
Пост мэра Нуайона с 2020 года занимает член партии Республиканцы Сандрин Дошель (Sandrine Dauchelle). На муниципальных выборах 2020 года возглавляемый ею правый список победил во 2-м туре, получив 35,65 % голосов (из четырёх блоков) и опередив центристский список действовавшего мэра Патрика Дегиза на 11 голосов.
| Период | Период | Фамилия        | Партия                                                                    | Примечания                              |
| ------ | ------ | -------------- | ------------------------------------------------------------------------- | --------------------------------------- |
| 1965   | 1989   | Пьер Дюбуа     | Союз демократов в поддержку республики Объединение в поддержку Республики |                                         |
| 1989   | 2002   | Бертран Лабар  | Объединение в поддержку Республики                                        | член Регионального совета Пикардии      |
| 2002   | 2008   | Пьер Вор       | Союз за французскую демократию                                            |                                         |
| 2008   | 2020   | Патрик Дегиз   | Социалистическая партия Вперёд, Республика!                               | член Генерального совета департамента   |
| 2020   |        | Сандрин Дошель | Республиканцы                                                             | бывший советник Европейского парламента |

## Города-побратимы
- Хексем, Великобритания
- Метцинген, Германия

## Знаменитые уроженцы
- Жан Кальвин (1509—1564), богослов, реформатор церкви, основатель кальвинизма.
- Жак Саррзен (1592—1660), скульптор.

## Галерея

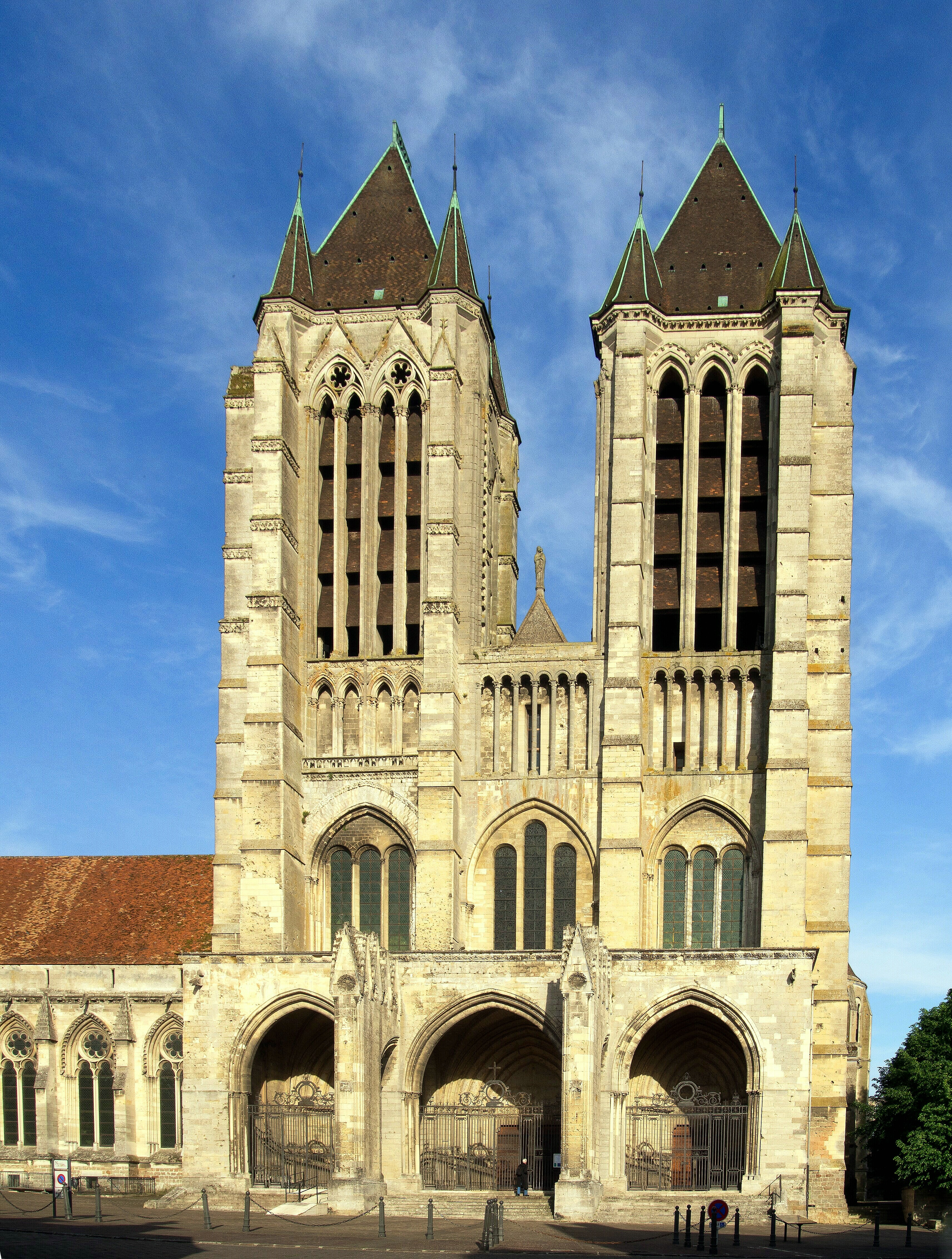
Кафедральный собор
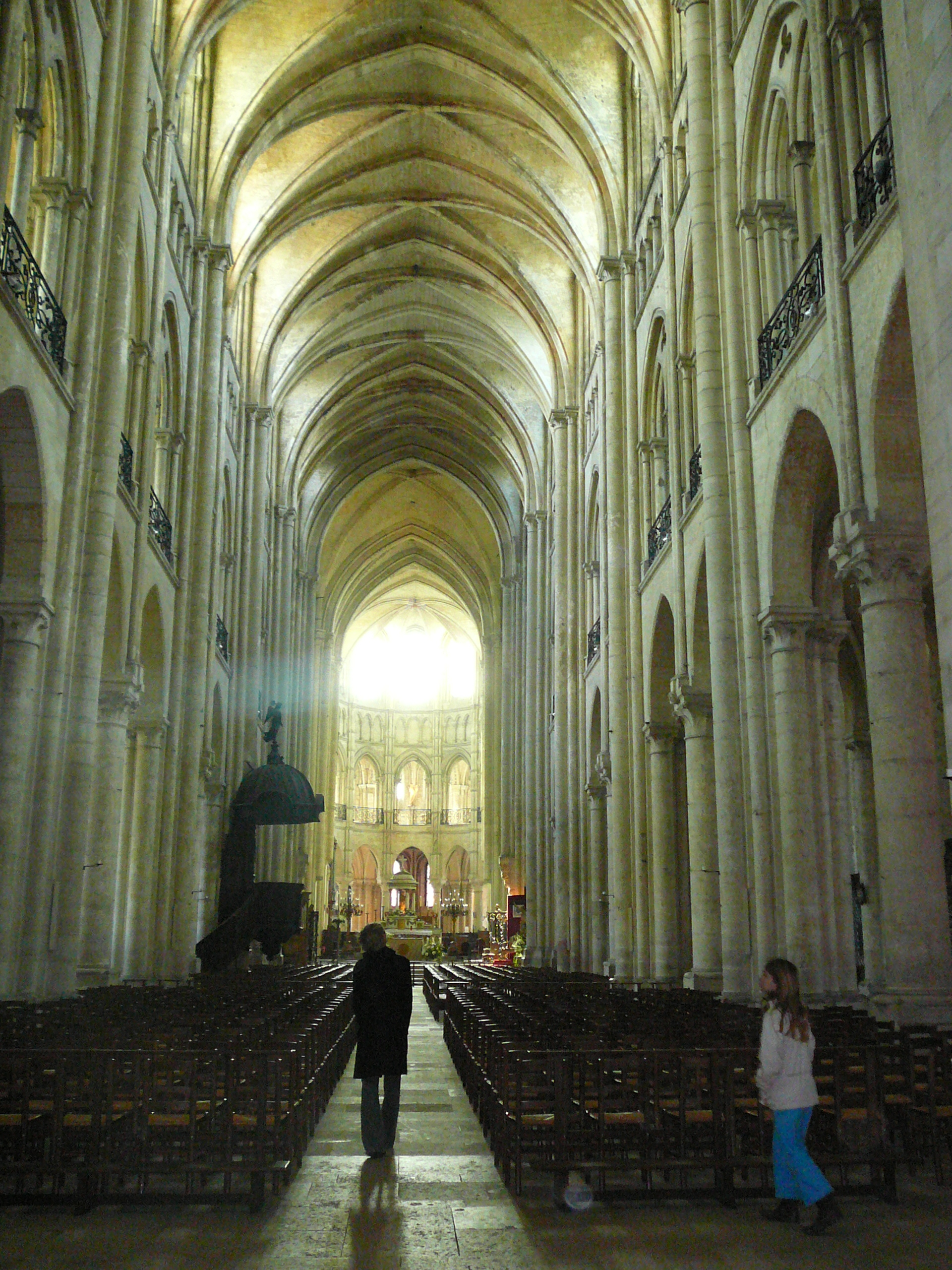
Главный неф кафедрального собора
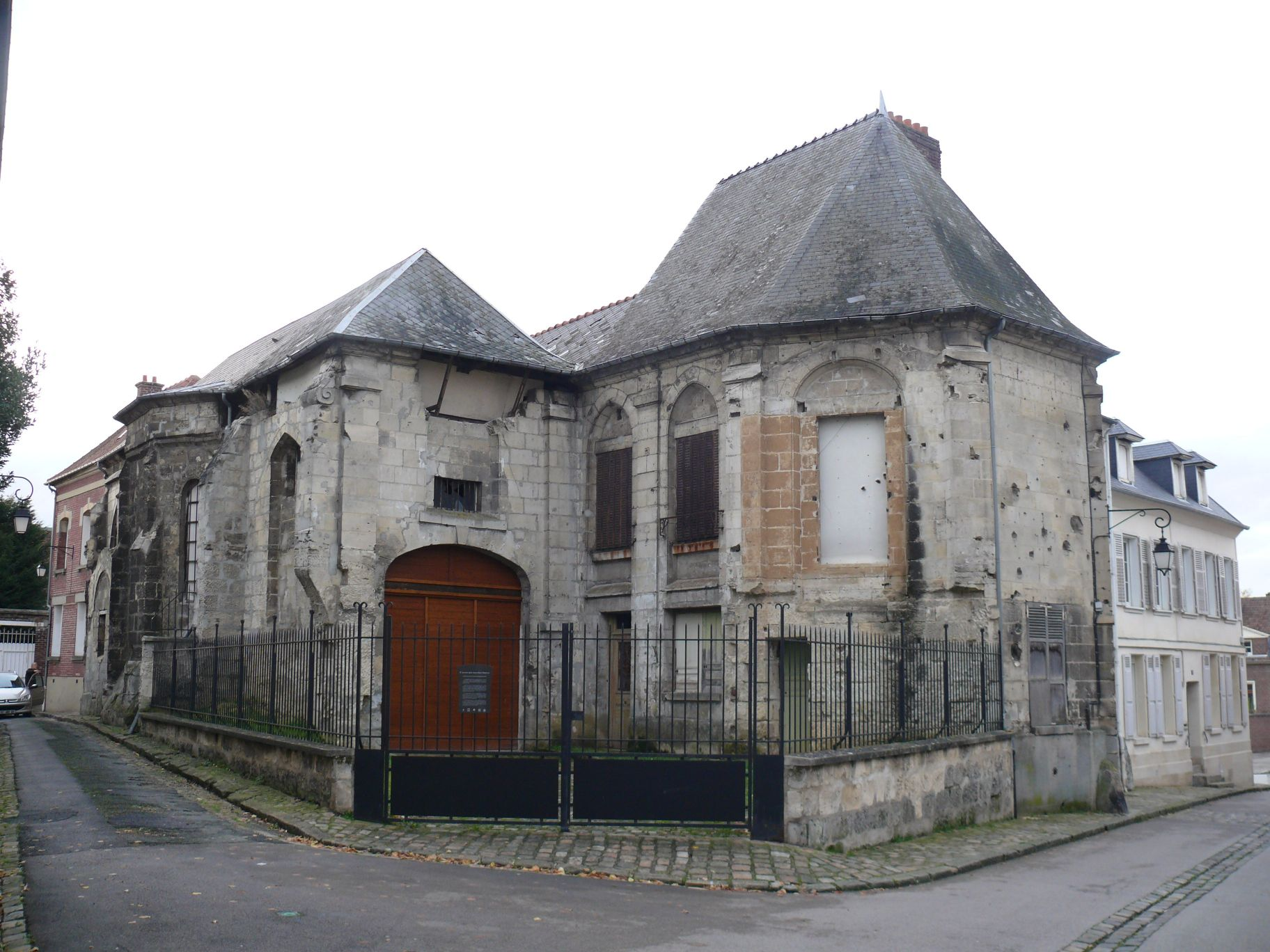
Церковь Святой Марии Магдалины
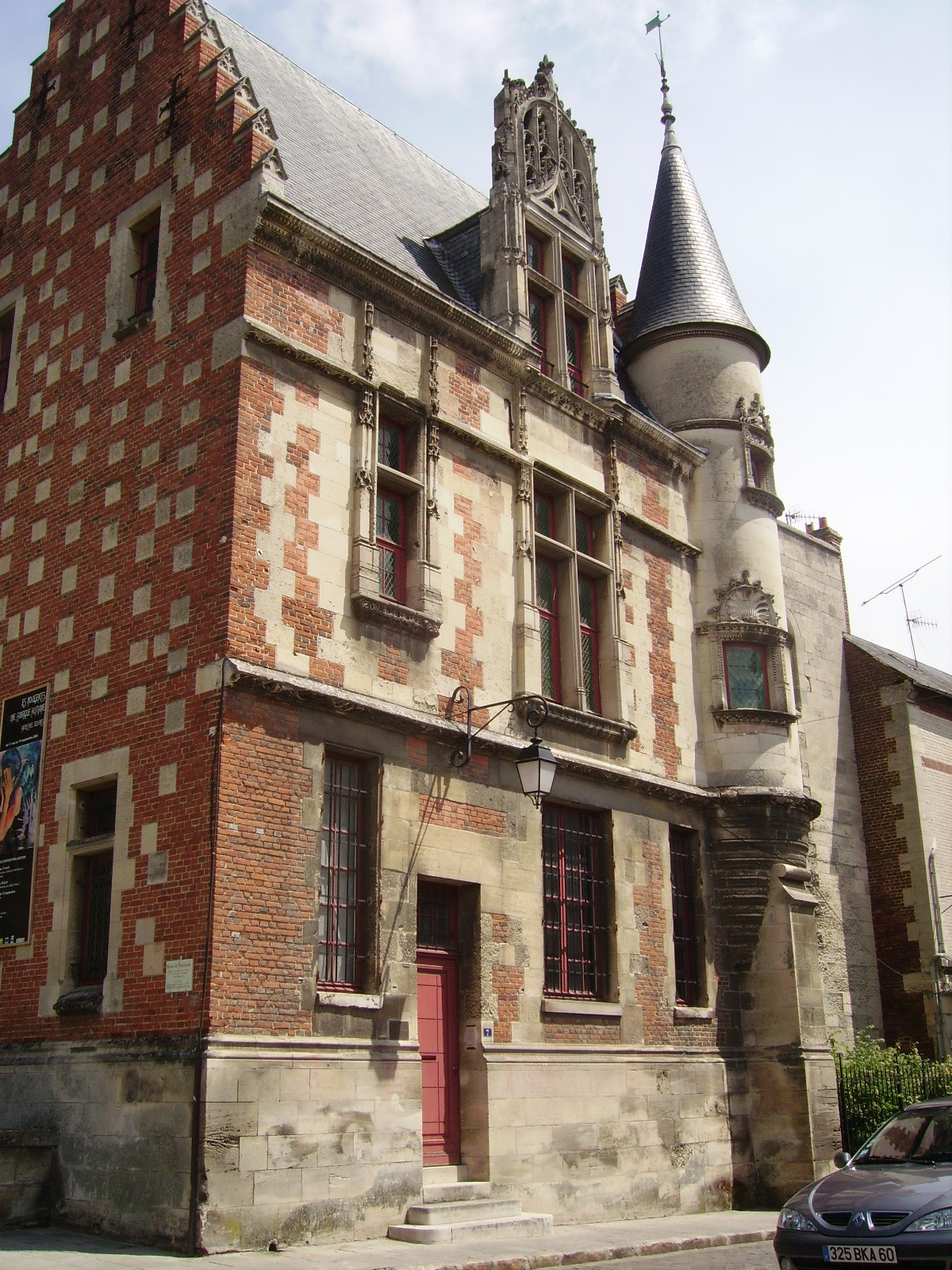
Музей Нуайонне, бывший дворец епископа
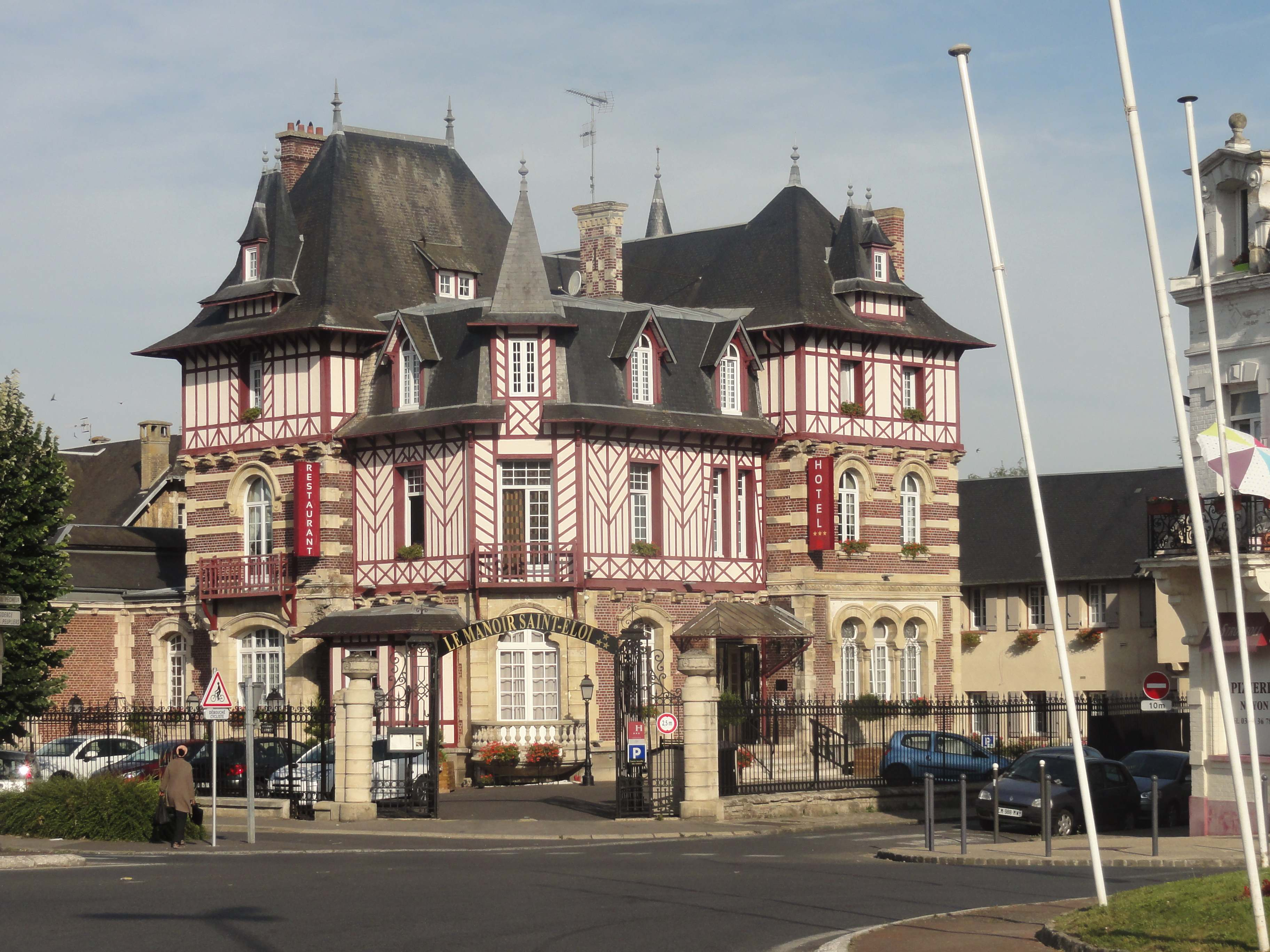
Особняк Сент-Элуа